# Hikila
Hikila (nep. हिकिला) – gaun wikas samiti w zachodniej części Nepalu w strefie Mahakali w dystrykcie Darchula. Według nepalskiego spisu powszechnego z 2001 roku liczył on 399 gospodarstw domowych i 2583 mieszkańców (1265 kobiet i 1318 mężczyzn).